# Гудович Андрій Васильович
Гудо́вич Андрі́й Васи́льович (1731 — 24 червня 1808) — малоросійський шляхтич, що зробив блискучу кар'єру за короткого царювання Петра III Федоровича, його фаворит. Генерал-аншеф (1796), старший брат фельдмаршала Івана Гудовича.

## Життєпис
Народився в родині генерального підскарбія Василя Андрійовича Гудовича та його першої дружини Ганни Петрівни Носенко-Білецької, доньки прилуцького полкового сотника, що була перед тим одружена з Іваном Даровським, «господарем двору рейментарського» гетьмана І. Скоропадського.
У 1747 році батько вирядив Андрія й Івана в освітню подорож за кордон. Вони об'їхали значну частину Німеччини та Франції, побували в Парижі, і зрештою в грудні 1751 поступили до Кенігсберзького університету. Їхнім наставником став Петро Симоновський, випускник Київської академії, також знаний як автор «Короткого опису про козацький малоросійський народ та його військові діла». Симоновського вписали до студентських матрикул одночасно з підопічними. Брати Гудовичі студіювали математику і філософію у професора Фрідріха Йоганна Бука. Після 3 років навчання Андрій вернувся додому, а Іван продовжив слухати лекції в Галле, куди записався 25 травня 1754.
А. Гудович поступив на службу при царськім дворі й швидко став улюбленцем великого князя Петра Федоровича: з 1757 — камергер і флігель-ад'ютант (в ранзі полковника), 28 грудня 1761 року пожалуваний в генерал-ад'ютанти із чином бригадира. Саме Андрія новий монарх першого ж дня свого царювання вирядив до прусського короля Фрідріха ІІ з пропозицією миру і дружби.
Гудович застав прусський двір й міністра закордонних справ графа Фінкенштейна в Магдебурзі, тоді як сам Фрідріх перебував у Бреславлі. 31 січня 1762 р. останній, вже поінформований про смерть імператриці Єлизавети Петрівни, дістав з Магдебурга листа про приїзд посла, котрого прийняв з розпростертими обіймами. Король, що був на межі повного розгрому, писав А. Гудовичу: 
|  | Я дивлюсь на Вас як на голубку, яка принесла маслинову гілку до Ковчегу, ви були першим інструментом, яким Провидіння скористалось для укріплення цього щасливого союзу з дорогим і шановним імператором. Я перед Вами у вічній вдячності... Оригінальний текст (фр.) [Je vous regarde comme la Colombe, qui porta la branche d’olivier à l’arche, vous êtes le premier instrument, dont la Providence s’est servie pour cimenter cette heureuse union avec ce cher et admirable empereur. Je vous en conserve une reconnoissance [sic!] éternelle...] Помилка: [undefined] Помилка: {{Lang}}: немає тексту (допомога): текст вже має курсивний шрифт (допомога) |

Андрій пробув у Бреславлі до 12 лютого. Оскільки він не мав жодних інструкцій, Фрідріх не став вести з ним переговори, а натомість відправив до Петра III 26-літнього камергера Вільгельма фон Гольца. Після повернення з Пруссії Гудович згідно з царським указом від 11 березня 1762 отримав «розкольничі слободи» у Стародубському та Чернігівському полках (Радуль, Добрянка, Єленка, Климова, Зибка й Клинці) і село Чортовичі, — разом до 15 тис. кріпаків. Для передачі маєтностей сенатом 23 травня були призначені надвірний радник Григорій Титов та колезький асесор Василь Морозов (тодішній й колишній управителі слобід), а з малоросійської сторони згідно з гетьманським ордером від 25 травня — стародубський полковий хорунжий Григорій Гаєвський. 
2 травня государ видав рескрипт їхати до Мітави. Місія полягала в тому, аби роз'яснити курляндцям, що принц Карл-Християн Саксонський, католик по вірі, не може бути їхнім герцогом, а єдиним законним правителем є повернений із заслання Ернст-Йоганн фон Бірон; найбільш благонамірним же дозволялось відкрити, що Бірон зречеться своїх прав на користь Георга Людвига Гольштейн-Готторпського, двоюрідного дядька Петра ІІІ. Втім, поїздка так і не відбулась.
Гудович був щиро відданий імператорові, який дуже його любив і якому цілковито довіряв. У петербурзьких вищих колах навіть подейкували про можливе назначення фаворита гетьманом замість Кирила Розумовського, принаймні так стверджував секретар данського посольства Андреас Шумахер, а пізніше повторив у своїй роботі Жан-Анрі Кастера; сучасні ж дослідники вважають це лише чуткою: посилення одного зовсім не означало, що інший втратив прихильність. Навпаки вони обидва слугували своєрідними патронами для представників козацької старшини, що бажали зробити кар'єру в імперській столиці. 
Під час палацового перевороту 28-29 червня 1762 р. Андрій залишився з Петром Федоровичем до самого кінця і був арештований в Петергофі, де солдати жорстоко побили його. Після недовгого ув'язнення подав у відставку, хоча Катерина II пропонувала залишитись, і виїхав за кордон, де перебував до 1765. Пізніше поселився у своїх українських маєтках, замешкуючи там до самої смерті Катерини ІІ.
Після вступу на російський престол Павло I викликав Гудовича до Санкт-Петербургу, цінуючи його вірність батькові, та нагородив 24 листопада 1796 р. чином генерал-аншефа (оминувши чин генерал-поручика) та орденом Святого Олександра Невського. Там він, можливо, лобіював плани відновлення гетьманства. В поінформованих українських колах вважали, що гетьманом призначать великого князя Костянтина Павловича, а Гудович стане його регентом в Україні. Проте російський уряд не підтримав проектів Андрія Гудовича, тож він знову повернувся до власних українських маєтків на початку 1797 року, де й помер через 11 літ.